# Засмаглий (геральдика)
У геральдиці, Засмаглий ( [ˈtɛni] ;  іноді називають Tenny  або рудувато) - «брудний колір», або нестандартна тинктура, помаранчевого (у англійській геральдиці), світло-коричневого кольору (у французькій геральдиці) або темнооранжевого (у континентальній геральдиці) кольору.

Однак замаглий колір не слід плутати з коричневим французьких та німецьких блазонів.

Difference between tenné & brunâtre

Засмаглий використовується для зображення кольору шкіри, що набагато темніший тілесного. Використовується також для зображення кольору ведмежої шкури.

## Етимологія
В Оксфордському словнику англійської мови засмаглий описується як "помаранчево-коричневий, як брудний колір, що використовується при блазуванні", і як варіант старовинного французького tané середини XVI століття. Походження обох кольорів tenné і tawny (рудуватого) походить від середньовічного латинського слова tannare, що означає «засмага шкіри». Таким чином, у французькій (і більшій частині континентальної) геральдики засмаглий - це світло-коричневий колір, як засмагла шкіра. Використовуючи переважно для зображення дерева та шкіри у належних нарядах, він потім повільно перетворювався на власну фарбу.

## Штрихування
Можливо, як симптом теоретичної сутності геральдичних бурдних кольорів є закріплені за ними штрихування, що не суперечать джерелам. Штрихування для засмаглого було дано по-різному у вигляді комбінації вертикальних ліній (у вигляді червіні) та шрихування зправа (як у зелені), або як поєднання горизонтальних ліній (як лазур) і шрихування зліва (як пурпур) (та інші комбінації можна знайти в інших джерелах), хоча обидва ці джерела забезпечують однакові штрихування поперемінних вертикальних крапок та тире для "помаранчі".

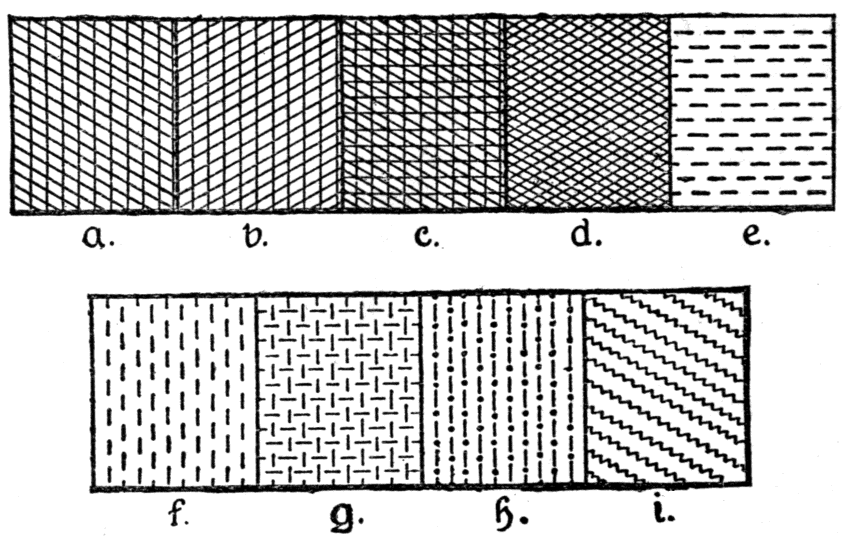
Рис. 36 від Фокс-Девіса, Повне керівництво з геральдики (1909): Розширена схема штрихування, що використовується в континентальній геральдиці. а, Засмаглий; б, кривавий; с, коричневий; д, багряний; e, водяний; f, тілесний; g, попелястий; h, оранж; і, природній.

## Теоретично і на практиці
Хоча засмаглий часто згадується в книгах про геральдику, він не належить до основних геральдичних кольорів, і його поява на практиці досить рідкісна. Артур Чарльз Фокс-Девіс у своєму Повному довіднику з геральдики стверджував, що і засмаглий, і багрянець були, мабуть, винаходами теоретичної (хоча ніколи не показується на практиці) системи відміни, додатково прокоментувавши, що він знав лише один випадок використання засмаглого станом на 1909 р., і це було в лівреї маєтку, а не в гербі. У «Оксфордському путівнику з геральдики» цитується англійський трактат кінця XIV століття, який стверджує, що крім двох металів і п’яти кольорів, колір, який називається темно-коричневим, «наносився лише в Імперії та Франції», «Оксфордський путівник» також посилається на книгу Джерарда Лі «The Accendance» Геральдичної палати (1562) як відкидаючи засмаглий або світлокоричневий як неіснуючі, а кривавець чи багрянець - як помилковий пурпур.

## У Великій Британії

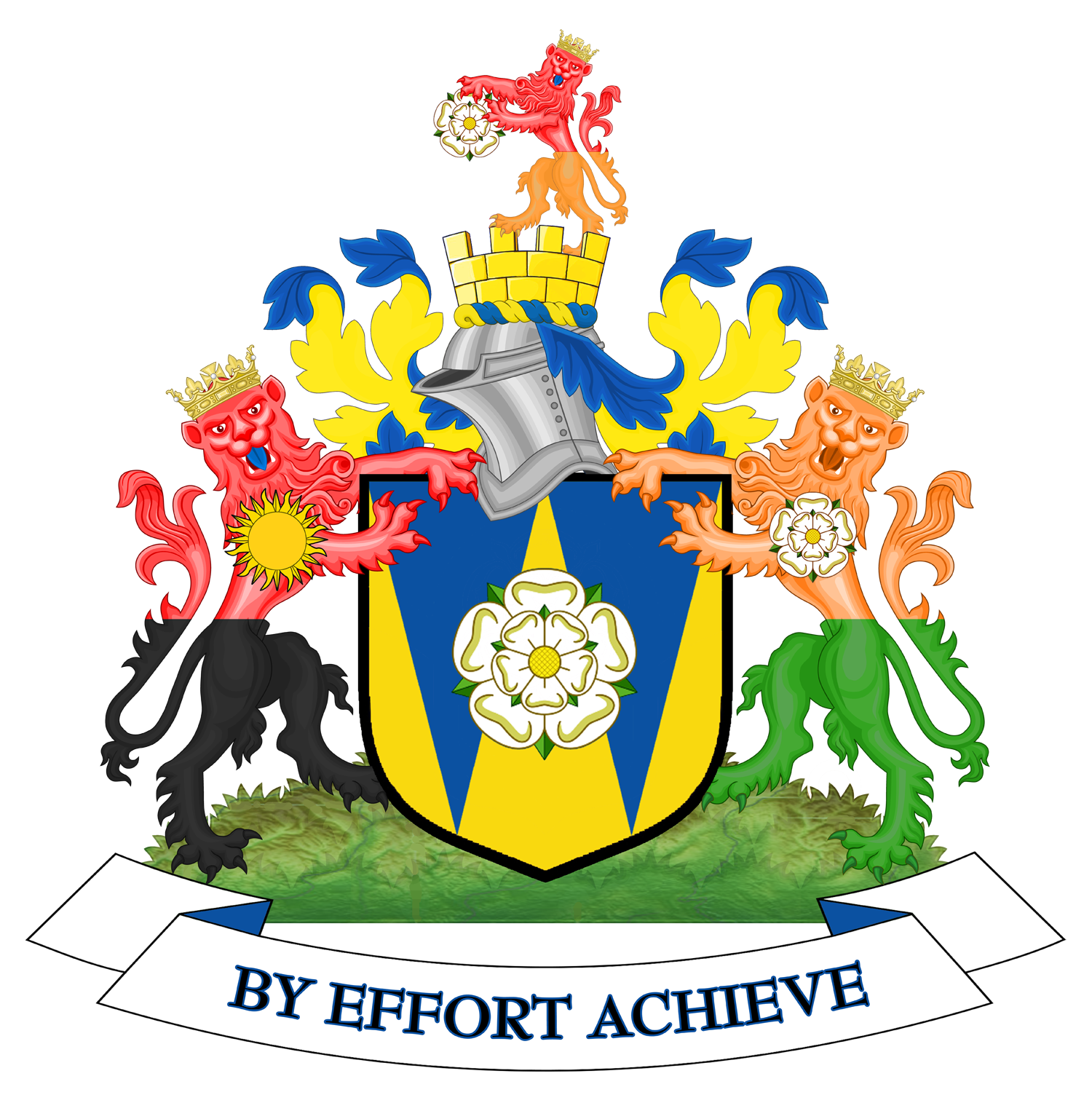
Герб Західного Йоркширу з використанням засмаглого кольору

Незважаючи на свою роль в системі теоретичних знаків відміни, введених в XVI-му столітті, засмаглий досить рідко зустрічається в британських гербах з'являється лише зрідка в лівреях і ніколи як колір на гербі. У «Оксфордському путівнику по геральдиці» зазначається, що «брудні кольори» (багрянець, кривавець та засмаглий) «трапляються зрідка у двадцятому столітті, але ніколи не були помічені в гербових наданнях». Фокс-Девіс назвав ліврею лорда Фітцхардінга, яку носили слуги лорда, як єдине відоме явище "апельсиново-коричневого" у британській геральдичній збройовій. До цього Вудворд зміг додати корогви як графа Дербі, де у клейноді Стенлі є засмагле та зелене тло, так і графа Нортумберленда, де "чотири горизонтальні смуги, верхня - руса, дві центральні жовті і найнижча засмагла". Герб Західного Йоркширу (1975–1986) підтримував зліва лев на тілесно-заленого пересічення, та левом у клейноді рожево-засмаглого пересічення.
За даними Геральдичного товариства Шотландії, командні кольори Футбольного клубу "Данді Юнайтед" слід називати "засмаглими та срібними". "Данді Юнайтед" називає свої кольори мандариновим і білим, а команда називається "мандаринами".

## У континентальній Європі
Згідно з «Оксфордським путівником з геральдики», в англійському трактаті про геральдику кінця XIV століття зазначалося, що колір, який називається засмаглим, «наносився лише в Імперії та Франції». Фокс-Девіс припустив, що помаранчевий, як це трапляється в німецькій геральдиці, може мати інший колір, ніж засмаглий, зазначивши про інше штрихування, що пов'язане з німецьким помаранчевим, ніж у британського засмаглого. Німецький геральдист Оттфрід Нойбеккер також відзначив різницю між помаранчевим та засмаглим, демонструючи звичайне штрихування для засмаглого, але характерне штрихування поперемінних вертикальних крапок та рисок для помаранчевого. Оранж, засмаглий і коричневи з'являються в громадських гербах кількох комун у департаменті Ваза у Франції.
У французькій геральдиці засмаглий (те саме, що і тенне) традиційно є світло-коричневим. Він повинен бути світло-коричневого кольору, достатньо яскравим, щоб його можна було відрізнити від найтемнішого геральдичного кольору, черні (чорного), а також темно-коричневого кольору коричневого, що використовується для хутра ведмежої шкури. Він також повинен бути характерним коричневим і чітко відрізнятися від тілесного і ранжевого кольорів, що використовується, наприклад, як колір поля для гербів французької комуни Ламорле. Засмаглий взяв свою назву за кольором дубленої шкіри і зустрічається в полях гербів декількох французьких комун, зокрема Маруейоль-ле-Гардон. Засмаглий колір також зустрічається в головній чверті на гербі Ла-Невіль-Роя, де він помітно замінює лазурне поле як тло для геральдичних лілій, що дуже нагадує стародавні герби Франції.

В англійській геральдиці всі ці кольори іноді, проте помилково, плутають як коричневий.

Герб французького міста Марюежоль-ле-Гардон
Зброя французької комуни Ла-Невіль-Рой
Герб Ламорле, міста у французькій Уазі

## В Австралії

Герб Північної території

Наданий у 1978 році, Герб Північної Території має засмагле поле із дизайном на основі творчості тубільців.

## У Південній Африці

Герб ПАР (1910)

Помаранчевий колір є загальним кольором у південноафриканській геральдиці через історію Південно-Африканської Республіки як голландської колонії та той факт, що королівська династія Нідерландів -  Оранська. Прапор голландського принца був помаранчевим біло-блакитним триколором, і це було основою прапорів Оранжевої вільної держави (1857-1902) та Південно-Африканського союзу (1928-1994).

## В Сполучених Штатах

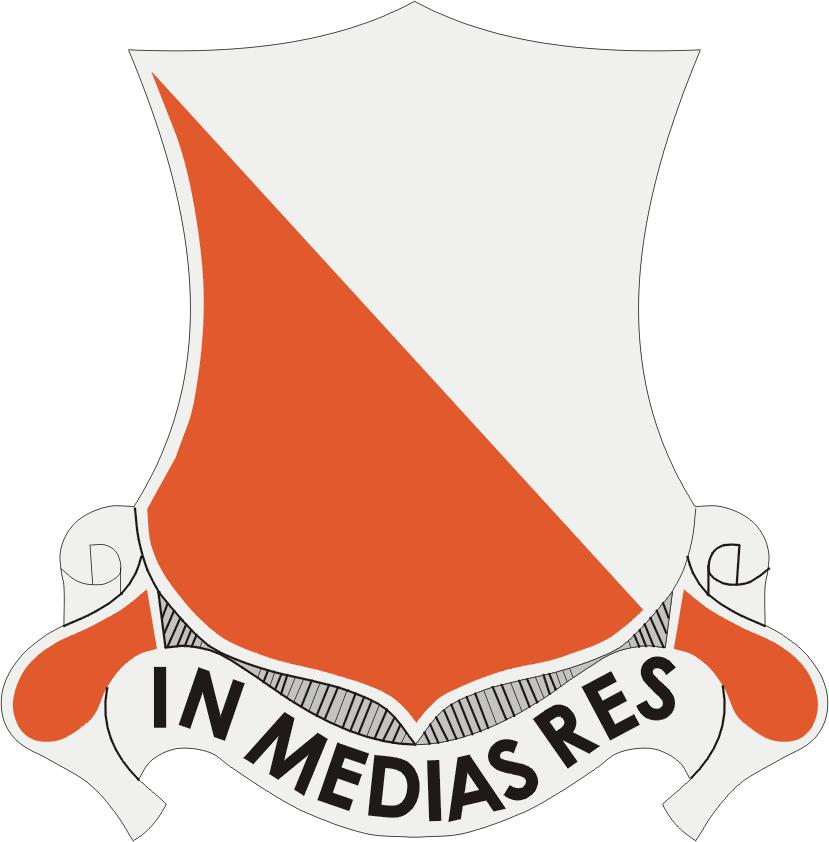
Герб 1-го батальйону сигналів: на скошеному полі срібло та засмаглий колір

Засмаглий (настільки озолений ) зустрічається в гербах та кольорах деяких військових підрозділів США, особливо у Сигнальному корпусі, де колір відображається як яскравий відтінок помаранчевого, і в Кавалерії, де засмаглий іноді називають "драгунсько-жовтим".
Герб 1-го сигнального батальйону був розроблений у 1932 р. управлінням геральдичної програми армії США (з 1960 р. Називається Інститут геральдики), поєднуйє срібло та засмаглий колір, оскільки це традиційні кольори Сигнального корпусу. Ці кольори повторюються практично в гербі кожного батальйону Сигнального корпусу.
1-му кавалерійському полку (також відомому як 1-й полк драгунів) було присвоєно герб Управлінням геральдичної програми в 1921 році із зображенням золотого дракона на засмаглому полі. 1-ий полк був заснований як полк драгунів США в 1833 році, і на той час драгунські загони носили шнури засмаглого кольору (який вони називали "драгунський жовтий") та золота. Це також кольори буралета на гербі загону.

## У популярній культурі
Технічний посібник Star Trek Star Fleet описує офіційний колір туніки стандартної уніформи командного відділу Зоряного флоту , яку носили Джеймс Кірк та Хікару Сулу, як "засмаглий". Це туніки, зображені на фактичній виставці як жовто-золота тканина. Окремо від цього, офіцери звання капітана або вище можуть за бажанням носити туніки та одягати однострій зеленуватого відтінку; в посібнику вказано цей колір як "оливковий".

## Приклади

Тілесний з штрихуванням
Континентальний (ліворуч) та англійський (праворуч) тілесний
Оранж з штрихуванням